# Sequedin
Sequedin är en kommun i departementet Nord i regionen Hauts-de-France i norra Frankrike. Kommunen ligger i kantonen Lomme som tillhör arrondissementet Lille. År 2022 hade Sequedin 4 722 invånare.

## Befolkningsutveckling
Antalet invånare i kommunen Sequedin
| Referens: INSEE |